# Saison 1900-1901 du FC Barcelone
La saison 1900-1901 du FC Barcelone est la deuxième de l'histoire du club.

## Faits marquants

### 1900
- Le FC Barcelone remporte son premier trophée (un objet en bronze) face à son principal rival, le FC Catalán en gagnant 3 à 1. Le match a lieu dans le quartier de la Bonanova. Ce match ouvre la saison 1900-1901.
- 18 novembre : Barcelone commence à jouer sur un terrain près de l'hôtel Casanovas. Le premier match sur ce terrain est contre l'Hispania (0 à 0).
- 23 décembre : Premier match face à la Sociedad Española de Fútbol, qui plus tard deviendra le RCD Espanyol. Le match s'achève sur le score de 0 à 0 dans une ambiance de fraternité. Le Barça joua sans joueurs étrangers afin de ne pas être avantagé par rapport à l'équipe rivale.

### 1901
- 27 janvier : Première victoire du FC Barcelone en compétition officielle. Il s'agit d'un match de la Copa Macaya remporté sur le score de 4 à 1 face à la Sociedad Española avec quatre buts marqués par Hans Gamper.
- 17 mars : Victoire la plus ample de l'histoire du club, Tarragona 0 - FC Barcelone 18 (neuf buts de Gamper). Il s'agit d'un match de la Copa Macaya.
- 25 avril : Bartomeu Terradas succède à Walter Wild à la présidence du club.

## Effectif
|                   |                   |                         | Copa Macaya | Copa Macaya |
| P                 | Joueur            | Pays                    | Matchs      | But inscrit |
| ----------------- | ----------------- | ----------------------- | ----------- | ----------- |
| Gardien           | Vicenç Reig       | Drapeau de l'Espagne    | 6           | -4          |
| Gardien           | A.J. Smart        | Drapeau de l'Angleterre | 1           |             |
| Défenseur         | David Mauchan     | Drapeau de l'Écosse     | 6           | 1           |
| Défenseur         | Geordie Guirvan   | Drapeau de l'Écosse     | 6           | 2           |
| Défenseur         | Lluís Puelles     | Drapeau de l'Espagne    | 1           |             |
| Milieu de terrain | Bartomeu Terradas | Drapeau de l'Espagne    | 6           | 1           |
| Milieu de terrain | Miquel Valdés     | Drapeau de l'Espagne    | 6           |             |
| Milieu de terrain | Otto Maier        | Drapeau de l'Allemagne  | 3           |             |
| Milieu de terrain | Walter Wild       | Drapeau de la Suisse    | 2           |             |
| Milieu de terrain | Pere Cabot        | Drapeau de l'Espagne    | 1           |             |
| Milieu de terrain | Josep Llobet      | Drapeau de l'Espagne    | 1           |             |
| Attaquant         | A. Black          | Drapeau de l'Écosse     | 6           | 5           |
| Attaquant         | John Parsons      | Drapeau de l'Espagne    | 6           | 8           |
| Attaquant         | Hans Gamper       | Drapeau de la Suisse    | 6           | 31          |
| Attaquant         | Arthur Witty      | Drapeau de l'Espagne    | 6           | 3           |
| Attaquant         | Freeman           | Drapeau de l'Angleterre | 2           |             |
| Attaquant         | Stanley Harris    | Drapeau de l'Angleterre | 1           |             |